# بنو صليح
بنو صليح هي سلالة حكمت معظم أراضي اليمن بين عامي 429 - 532 هـ/1047 - 1138 م. ودانت بالولاء اسمياً للفاطميين، ومؤسسها علي بن محمد الصليحي وذلك في عام 429 هـ وينسب إلى قبيلة حجورالحاشدية الهمدانية. استولى على مدينة زبيد بعد أن قتل أميرها نجاح بالسم عام (454 هـ - 1062) وسيطر على مكة بنفس العام ولم يدم تحت سلطته سوى أشهر، ثم استولى على صنعاء عام 455 هـ /1063 م ثم استطاع أن يوحد اليمن جميعه في ظل رايته حتى عدن فانتقل لصنعاء وجعلها عاصمة له.
بلغت الإسماعيلية في اليمن أوجها خلال حكم الدولة الصليحية، والصليحيون من همدان ولا يزالون في منطقة حراز إلى اليوم وكانوا على ارتباط وثيق بالدولة الفاطمية في مصر واستمر حكمهم بداية بعلي الصليحي عام 453 هـ حتى عام 569 هـ وبعدها عادوا لـنشر دعوتهم من جديد  وقاد الاختلاف المذهبي إلى تحالف القبائل على أسس مذهبية وإيجاد أنساب مشتركة لهم.

## نبذة
هم من بني عبيد بن أوام بن حجور بن أسلم بن عليان بن زيد بن عريب بن جشم الأوسط بن حاشد بن جشم الأكبر بن حبران بن نوف بن همدان ظهرت الدولة الصليحية في جبلة بعد سقوط دولة بنو زياد، والتي واجهت منافسة قوية من دولة بني نجاح والتي أسسها أعقاب سقوط دولة أسيادة بني زياد في زبيد، وكان نجاح عبدا حبشيا في الدولة الزيادية، وأُسست الدولة النجاحية على أساس المذهب السني وكانت موالية للخليفة العباسي بينما كانت الدولة الصليحية في جبلة بإب على المذهب الإسماعيلي وموالية للخليفة الفاطمي.
وبعد وفاة سيد بن أحمد الصليحي مؤسس الدولة الصليحية كانت اليمن تحت أربع سلطات سياسية سلطة الأئمة الزيدية في صعدة وما جاورها وسلطة آل حاتم في صنعاء وآل زريع في عدن، وآل مهدي في تهامة والتي امتدت إلى المخلاف السليماني  فقد كان العامل الجغرافي والقبلي دافع لطموحات مختلف التيارات، والمذاهب الدينية للحصول على أعوان والذين يرغبون في الانتقام من بعضهم تحت مسمى القيادات المختلفة، وتصارعت القوى المتعاصرة مع بعضها وتبادلت النصر، والهزيمة سجالا وأطيح بأسرة حاكمة لتحل محلها أخرى إلى حين وتمكن بعضها من السيطرة على البعض الأخر فقد كان الاستقرار السياسي في تلك الحقبة التاريخية في اليمن غائبا 
ومكثت اليمن تحت الصراعات الداخلية التي تغذيها العصبية القبلية، والتدخلات والأطماع الخارجية التي ترى في اليمن، وموقعه الجغرافي يحقق ويحمي مصالحها، ونتيجة لبعد اليمن عن حاضرة الدولة الإسلامية لم تعر الدول الإسلامية المتعاقبة الاهتمام الكافي بشؤون اليمن فظل اليمن يتأثر بما يحدث في دولة الخلافة من صراعات، وحروب، ونالت النصيب الأكبر من سلبيات الخلافات والصراعات المذهبية بين الفرق الإسلامية المختلفة والمتناحرة لتكون المكان المناسب الذي يحقق إطماع، وطموح تلك الفرق مما زاد الوضع سوء.

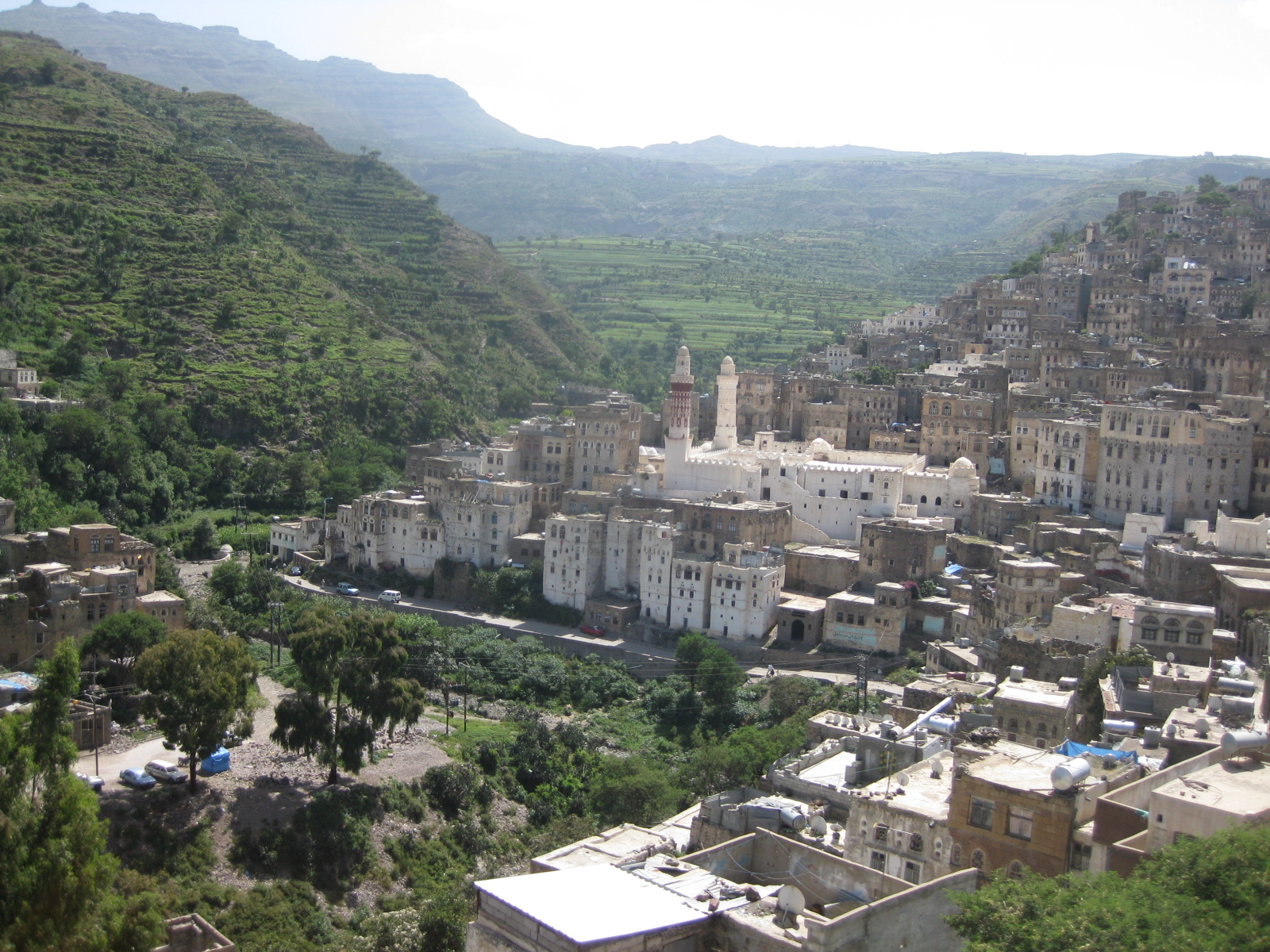
جبلة عاصمة الملكة أروى، ويظهر مسجد الملكة أروى.

## التاريخ
ولما تكامل لعلي الصليحي ملك اليمن ولى على زبيد أسعد بن شهاب بن علي الصليحي وأسعد المذكور هو أخو زوجته أسماء بنت شهاب وابن عم علي المذكور. وبقي علي الصليحي مالكاً لجميع اليمن حتى حج فقصده بنو نجاح وقتلوه بغتة بالهجوم عليه بضيعة يقال لها أم الدهيم وبيرام معبد في ذي القعدة سنة 473 هـ فلمـا قتل علي الصليحي استقرت التهائم لبني نجاح واستقر بصنعاء أحمد بن علي بن القاضي محمد الصليحي وكان يلقب أحمد بالملك المكرم.
ثم جمع أحمد المكرم العرب وقصد سعيد بن نجاح بزبيد وجرى بينهما قتال شديد فانهزم سعيد بن نجاح إلى جهة دهلك وملك أحمد الصليحي زبيد في سنة 475 هـ، ثـم عـاد ابن نجاح وملك زبيد في سنة 479 هـ، ثم عاد أحمد المكرم وقتل سعيد في سنة 481 هـ. ثـم ملك جياش أخو سعيد وبقي أحمد المكرم على ملك صنعاء حتى مات في سنة 484 هـ.
وتولى بعده ابن عمه أبو حمير سبأ بن أحمد بن المظفر بن علي الصليحي بنفس السنة، وبقي سباً متولياً حتى توفي في سنة 495 هـ وهـو آخر الملوك الصليحيين. ثم بعد موت سبأ أرسل من مصر علي بن إبراهيم بن نجيب الدولة فوصل إلى جبال اليمن في سنة 513 هـ، وقام بأمر الدعوة والمملكة التي كانت بيد سبأ وبقي ابن نجيب الدولة حتى أرسل الآمر الفاطمي خليفة مصر وقبض على ابن نجيب الدولة بعد سنة 520 هـ، وانتقل الملك والدعوة إلى آل الزريع بن العباس بن المكرم. وآل الزريع هم أهل عدن وهم من همدان بن جشم وهؤلاء بنو للمكرم يعرفون بآل الذيب وكانت عدن لزريع بن العباس بن المكرم ولعمه مسعود بن المكرم فقتلا على زبيد مع الملك المفضل فولى بعدهما ولداهما وهما أبو السعود بن زريع وأبو الغارات ابن مسعود وبقيا حتى ماتا وولى بعدهما محمد بن أبي الغارات ثم ولى بعده ابنه على بن محمد بن أبي الغارات. ثـم استولـى علـى الملـك والدعوة سبأ بن أبي السعود بن زريع وبقي حتى توفي في سنة 533 هـ، ثم تولى ولده الأعز علي بن سبأ وكان مقام علي بالدملوة فمات بالسل وملك بعده أخوه المعظـم محمد بن سبأ ثم ملك بعده ابنه عمران بن محمد بن سبأ وكانت وفاة محمد بن سبأ في سنة 548 هـ، ووفاة عمران بن محمد بن سبأ في شعبان سنة 560 هـ، وخلف عمران ولدين طفلين هما محمد وأبو السعود ابنا عمران. وممن ولي الأمر مـن الصليحيين زوجة أحمد المكرم وهي الملكة ولقبها الحرة واسمها أروى بنت أحمد بن جعفر بن موسى الصليحي ولدت سنة 440 هـ، وربتها أسماء بنت شهاب وتزوجها ابن أسماء أحمد المكرم بن علي الصليحي سنة 461 هـ، وطالت مدة الحرة المذكورة وولاها زوجها أحمد المكرم الأمر في حياته فقامت بتدبير المملكة والحروب واشتغل زوجها بالأكل والشرب ولما مات زوجها وتولى ابن عمه سبأ استمرت هي في الملك ومات سبأ وتولى ابن نجيب الدولة في أيامها واستمرت بعده حتى توفيت في سنة 532 هـ، وممن كان له شركة في الملك: الملك المفضل أبو البركات بن الوليد الحميري صاحب تعز وكان المفضل المذكور يحكم بين يدي الملكة الحرة وكان يحتجب حتى لا يرجى لقاؤه ثم يظهر ويدبر الملك حتى يصل إليه القوي والضعيف وبقي المفضل كذلك حتى توفي في شهر رمضان سنة 504 هـ، وملك معامل المفضل وبلاده بعده ولده منصور ويقال له الملك المنصور بن المفضل واستمر المنصور بن المفضل في ملك أبيه من تاريخ وفاته إلى سنة 547 هـ، فابتاع محمد بن سبأ بن أبي السعود منه المعامل التي كانت للصليحيين بمائة ألف دينار وعدتها ثمانية وعشرون حصناً وبلداً وأبقى المنصور بن المفضل لنفسه تعز وبقي المنصور فـي ملكها حتى توفي بعد أن ملك نحـو ثمانين سنة.

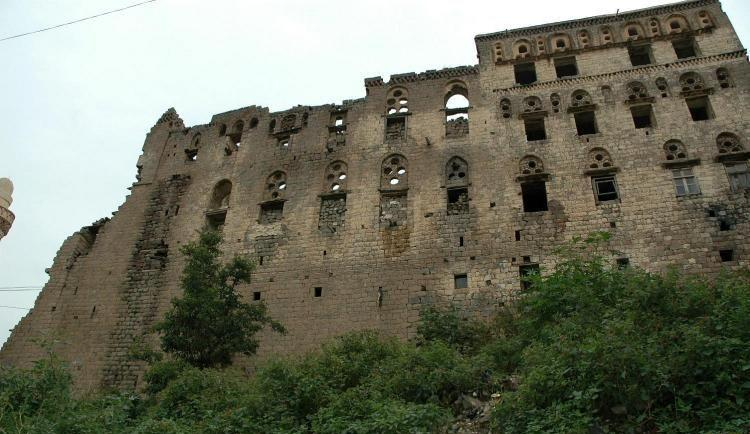
أطلال قصر الملكة أروى بجبلة، يتكون من 365 غرفة؛ غرفة لكل يوم.

## الزوال
بوفاة الملكة أروى عام 1138، انتهى العهد الصليحي. وقد دام حكم سلالة بنو صليح قرابة 91 عاما. انتشر بعدها بنو صليح في شبه الجزيرة العربية وبلاد الشام وغيرها. ولا زالت بعض العائلات تحمل الاسم نفسه.

### العائلات المعاصرة التي ترجع بنسبها إلى بنو صليح
1- عائلة "آل صلّيح" في حوطة بني تميم، تُعد من العائلات المعروفة في المنطقة، وتتميّز بتاريخها الاجتماعي، وقد برز منها عدد من الأفراد في مجالات مثل التعليم، والخدمة العامة، والعمل الخيري. وتعد عائلة آل صلّيح من العائلات التي يعود نسبها إلى اسرة آل الصُليحي من قبيلة حجور الحاشدية الهمدانية.

## قائمة الحكام
| م | اسم الحاكم                             | فترة الحكم هجرياً | فترة الحكم ميلادياً |
| - | -------------------------------------- | ---------------- | ------------------ |
| 1 | أبو الحسن علي بن محمد الصليحي          | 429 - 473 هـ     | 1037 - 1080 م      |
| 2 | أحمد المكرم بن علي                     | 473 - 484 هـ     | 1080 - 1091 م      |
| 3 | أبو حمير سبأ المنصور بن أحمد بن المظفر | 484 - 495 هـ     | 1091 - 1098 م      |
| 4 | أروى بنت أحمد الصليحي                  | 495 - 532 هـ     | 1098 - 1138 م      |